# 甄紀印
甄纪印（1893年—1953年）字铭章，祖籍河北省曲阳县。

## 生平
他于1914年入保定陆军军官学校，1916年步兵科2期毕业，1919年考入陆军大学6期，1921年陆大正则班毕业。后加入北洋军阀直系曹锟部下任副官驻天津，1925年加入冯玉祥西北军。北伐时期任孙连仲部参谋长，参加北伐。北伐后任宁夏平罗县长，中卫县长，宁夏教育厅长和代理宁夏省主席。中原大战后被蒋介石收编。1932年任河南第七行政专区专员兼保安司令。1935年离职回京，任天津市政府顾问，1936-37年协助29军参加抗日活动。1942年加入孙良诚第二方面军任总参谋长，后被杨得志、曾思玉在奇袭八公桥战斗中俘虏，后解甲归田。1949年解放后，任国务院水利部参议。1953年因病在北京去世。